# Bouvet (1893)
Bouvet byl predreadnought francouzského námořnictva. Byl posledním ze skupiny pěti příbuzných plavidel v konstrukční linii tvořené plavidly Charles Martel, Carnot, Jauréguiberry, Masséna a Bouvet. Ve službě byl v letech 1898–1915. Účastnil se bitvy o Gallipoli, kde byl 18. března 1915 několikrát zasažen osmanským dělostřelectvem a ještě najel na minu. Po jejím výbuchu se plavidlo během dvou minut potopilo.

## Stavba

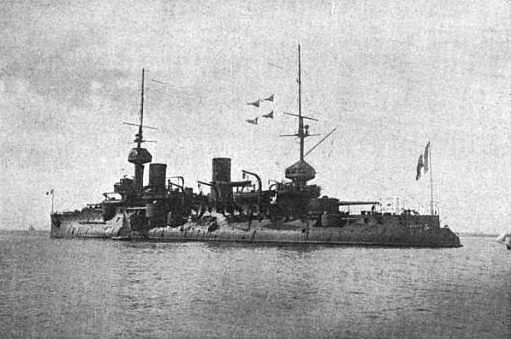
Bouvet

Plavidlo postavila francouzská loděnice Arsenal de Lorient v Lorientu. Stavba byla zahájena 16. ledna 1893, na vodu byla loď spuštěna 27. dubna 1896 a do služby byla přijata v červnu 1898.

## Konstrukce

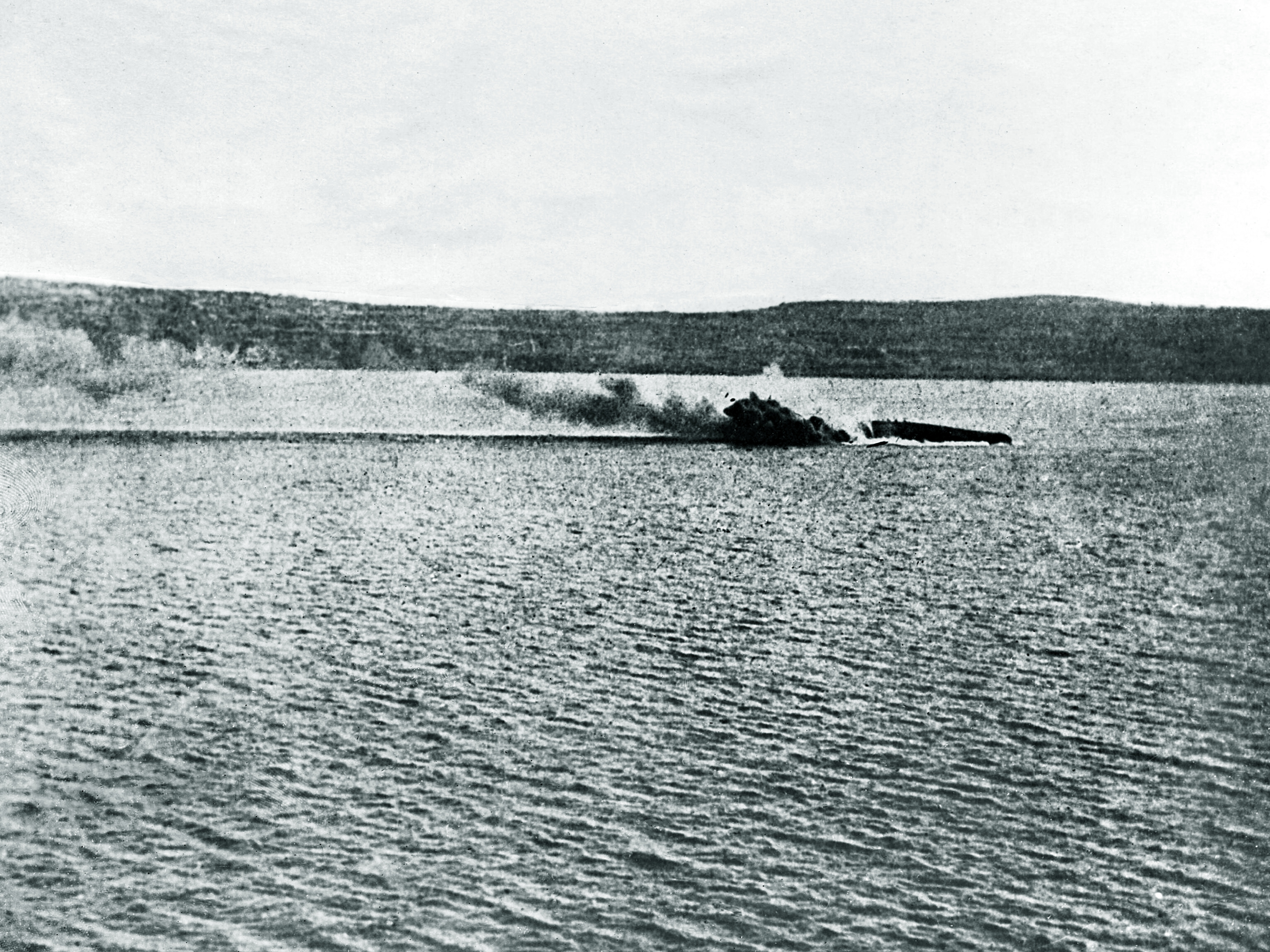
Potápějící se bitevní loď Bouvet

Hlavní výzbroj byla smíšená, tvořená dvěma 305mm kanóny v jednodělových věžích na přídi a na zádi, které doplňovaly dva 274mm kanóny v jednodělových věžích na bocích trupu. Sekundární výzbroj představovalo osm 139mm kanónů umístěných v jednodělových věžích na bocích trupu. Lehkou výzbroj představovalo osm 100mm kanónů, dvanáct 47mm kanónů, pět 37mm kanónů a dva pětihlavňové 37mm kanóny. Výzbroj doplňovaly čtyři 450mm torpédomety. Pohonný systém tvořilo 32 kotlů Belleville a tři parní stroje s trojnásobnou expanzí o výkonu 15 000 hp, které poháněly tři lodní šrouby. Nejvyšší rychlost dosahovala 18 uzlů. Dosah byl 4000 námořních mil při 10 uzlech.